# Nuno José Severo de Mendonça Rolim de Moura Barreto
Pour les articles homonymes, voir Mendonça.
Nuno José Severo de Mendoça Rolim de Moura Barreto, né le 6 novembre 1804 à Lisbonne et mort le 22 mai 1875 dans la même ville, 9e comte de Vale de Reis, 2e marquis de Loulé, puis 1er duc de Loulé (titré en 1862), est un homme d'État portugais important durant la période de la monarchie constitutionnelle. Leader du Parti historique, il fut ministre et par trois fois, le président du Conseil des ministres - le Premier ministre (1856-1859, 1860-1865 et 1869-1870).
En 1827, il épouse l'infante Anne de Jésus, fille cadette du roi Jean VI de Portugal, et ils ont cinq enfants :
- Ana Carlota de Mendoça Rolim de Moura Barreto (1827-1893), mariée au 3e comte de Linhares - avec descendance ;
- Maria do Carmo de Mendoça Rolim de Moura Barreto (1829-1907), mariée au 3e comte de Belmonte - avec descendance ;
- Pedro José Agostinho de Mendoça Rolim de Moura Barreto, 2e duc de Loulé (1830-1909), marié à la fille du 2e comte de Belmonte - avec une descendance féminine (deux filles, dont la 3e duchesse de Loulé) ;
- Maria Amália de Mendoça Rolim de Moura Barreto (1832-1880), religieuse ;
- Augusto Pedro de Mendoça Rolim de Moura Barreto, 3e comte d'Azambuja (1835-1914) - marié avec descendance.